# Lijst van voetbalinterlands Argentinië - Singapore
Deze lijst van voetbalinterlands is een overzicht van alle officiële voetbalwedstrijden tussen de nationale teams van Argentinië en Singapore. De landen speelden tot op heden een keer tegen elkaar: een vriendschappelijke wedstrijd op 13 juni 2017 in Singapore.

## Wedstrijden
| № | Plaats    | Datum        | Competitie        | Wedstrijd              | Uitslag |
| - | --------- | ------------ | ----------------- | ---------------------- | ------- |
| 1 | Singapore | 13 juni 2017 | Vriendschappelijk | Singapore – Argentinië | 0 – 6   |

## Samenvatting
| Competitie        | Totaal gespeeld | Winst Argentinië | Gelijk | Winst Singapore | Doelsaldo Argentinië – Singapore |
| ----------------- | --------------- | ---------------- | ------ | --------------- | -------------------------------- |
| Vriendschappelijk | 1               | 1                | 0      | 0               | 6 − 0                            |
| Totaal            | 1               | 1                | 0      | 0               | 6 − 0                            |

Wedstrijden bepaald door strafschoppen worden, in lijn met de FIFA, als een gelijkspel gerekend.
AUF · A-internationals · Selecties · Bondscoaches · Argentijns vrouwenelftal · Olympisch elftal · Argentinië U21 · Argentinië U20 · Argentinië U19 · Argentinië U18 · Argentinië U17
1900 – 1909 ·
1910 – 1919 ·
1920 – 1929 ·
1930 – 1939 ·
1940 – 1949 ·
1950 – 1959 ·
1960 – 1969 ·
1970 – 1979 ·
1980 – 1989 ·
1990 – 1999 ·
2000 – 2009 ·
2010 – 2019 ·
2020 − 2029
WK 1930 · 
WK 1934 · 
WK 1958 · 
WK 1962 · 
WK 1966 · 
WK 1974 · 
WK 1978 · 
WK 1982 · 
WK 1986 · 
WK 1990 · 
WK 1994 · 
WK 1998 · 
WK 2002 · 
WK 2006 · 
WK 2010 · 
WK 2014 · 
WK 2018 ·
WK 2022
OS 1928 · 
OS 1988 · 
OS 1996 · 
OS 2004 · 
OS 2008 · 
OS 2016 · 
OS 2020
1902 · 
1903 · 
1904 · 
1905 · 
1906 · 
1907 · 
1908 · 
1909 ·
1910 · 
1911 · 
1912 · 
1913 · 
1914 · 
1915 · 
1916 · 
1917 · 
1918 · 
1919 ·
1920 · 
1921 · 
1922 · 
1923 · 
1924 · 
1925 · 
1926 · 
1927 · 
1928 · 
1929 ·
1930 · 
1931 · 
1932 · 
1933 · 
1934 · 
1935 · 
1936 · 
1937 · 
1938 · 
1939 ·
1940 · 
1941 · 
1942 · 
1943 · 
1944 · 
1945 · 
1946 · 
1947 · 
1948 · 1949 · 
1950 · 
1951 · 
1952 · 
1953 · 
1954 · 
1955 · 
1956 · 
1957 · 
1958 · 
1959 ·
1960 · 
1961 · 
1962 · 
1963 · 
1964 · 
1965 · 
1966 · 
1967 · 
1968 · 
1969 ·
1970 · 
1971 · 
1972 · 
1973 · 
1974 · 
1975 · 
1976 · 
1977 · 
1978 · 
1979 ·
1980 · 
1981 · 
1982 · 
1983 · 
1984 · 
1985 · 
1986 · 
1987 · 
1988 · 
1989 ·
1990 ·
1991 · 
1992 · 
1993 · 
1994 · 
1995 · 
1996 · 
1997 · 
1998 · 
1999 · 
2000 · 
2001 · 
2002 · 
2003 · 
2004 · 
2005 · 
2006 · 
2007 · 
2008 · 
2009 · 
2010 · 
2011 · 
2012 · 
2013 · 
2014 ·
2015 ·
2016 ·
2017 ·
2018 ·
2019 ·
2020 ·
2021 ·
2022 ·
2023
Albanië ·
Algerije ·
Angola ·
Australië ·
België ·
Bolivia ·
Bosnië en Herzegovina · 
Brazilië ·
Bulgarije ·
Canada ·
Chili ·
China ·
Colombia ·
Costa Rica · 
Curaçao ·
Denemarken ·
DDR ·
Duitsland ·
Ecuador ·
Egypte ·
El Salvador ·
Engeland ·
Estland ·
Frankrijk ·
Ghana ·
Griekenland ·
Guatemala ·
Haïti ·
Honduras ·
Hongarije ·
Hongkong ·
Ierland ·
IJsland ·
India ·
Indonesië ·
Irak ·
Iran ·
Israël ·
Italië ·
Ivoorkust ·
Jamaica ·
Japan ·
Joegoslavië ·
Kameroen ·
Kroatië ·
Libië ·
Litouwen · 
Marokko ·
Mexico ·
Nederland ·
Nicaragua ·
Nigeria ·
Noord-Ierland ·
Noorwegen ·
Oostenrijk ·
Panama ·
Paraguay ·
Peru ·
Polen ·
Portugal · 
Qatar ·
Roemenië ·
Rusland · 
Saoedi-Arabië · 
Schotland ·
Servië en Montenegro ·
Singapore ·
Slovenië ·
Slowakije ·
Sovjet-Unie ·
Spanje ·
Trinidad en Tobago ·
Tsjecho-Slowakije ·
Tunesië ·
Uruguay ·
Venezuela ·
Verenigde Arabische Emiraten ·
Verenigde Staten ·
Wales ·
Wit-Rusland · 
Zuid-Afrika ·
Zuid-Korea ·
Zweden ·
Zwitserland
Australië (2022) ·
België (2014) ·
Bosnië en Herzegovina (2014) ·
Brazilië (1982) ·
Brazilië (2005) ·
Denemarken (1995) ·
Duitsland (2006) ·
Duitsland (2014) ·
Frankrijk (2018) ·
Frankrijk (2022) ·
IJsland (2018) ·
Iran (2014) ·
Italië (1982) ·
Ivoorkust (2006) ·
Kroatië (2018) ·
Kroatië (2022) ·
Mexico (2006) ·
Nederland (1978) ·
Nederland (2006) ·
Nederland (2014) ·
Nederland (2022) ·
Nigeria (2010) ·
Nigeria (2014) ·
Nigeria (2018) ·
Saoedi-Arabië (1992) ·
Saoedi-Arabië (2022) · 
Servië en Montenegro (2006) ·
West-Duitsland (1986) · West-Duitsland (1990) ·
Zwitserland (2014)
FAS · 
Lijst van A-internationals · 
Singaporees vrouwenelftal
1960 – 1969 ·
1970 – 1979 ·
1980 – 1989 ·
1990 – 1999 ·
2000 – 2009 ·
2010 – 2019
Afghanistan ·
Argentinië ·
Australië · 
Azerbeidzjan · 
Bahrein · 
Bangladesh · 
Brunei · 
Cambodja · 
Canada · 
China · 
Denemarken · 
Fiji ·
Filipijnen · 
Finland · 
Ghana · 
Guam ·
Hongkong · 
India · 
Indonesië · 
Irak · 
Iran · 
Israël · 
Japan · 
Jemen ·
Jordanië · 
Kazachstan · 
Kirgizië · 
Koeweit · 
Laos · 
Libanon · 
Macau · 
Malediven · 
Maleisië · 
Mauritius ·
Mongolië · 
Myanmar · 
Nepal · 
Nieuw-Zeeland · 
Noord-Korea · 
Noorwegen · 
Oezbekistan · 
Oman · 
Oost-Timor · 
Pakistan · 
Palestina · 
Papoea-Nieuw-Guinea ·
Polen · 
Qatar ·
Salomonseilanden · 
Saoedi-Arabië · 
Sri Lanka · 
Syrië · 
Tadzjikistan · 
Taiwan · 
Thailand · 
Turkmenistan · 
Uruguay · 
Verenigde Arabische Emiraten · 
Vietnam · 
Zuid-Korea · 
Zuid-Vietnam · 
Zweden